# Lepanthes cerambyx
Lepanthes cerambyx är en orkidéart som beskrevs av Carlyle August Luer och Rodrigo Escobar. Lepanthes cerambyx ingår i släktet Lepanthes och familjen orkidéer. Inga underarter finns listade i Catalogue of Life.